# Klaus von der Groeben
Klaus von der Groeben (né le 7 janvier 1902 à Langheim (de), Prusse-Orientale et mort le 23 janvier 2002 à Kiel) est un haut fonctionnaire du ministère de l'Intérieur du Schleswig-Holstein.

## Biographie

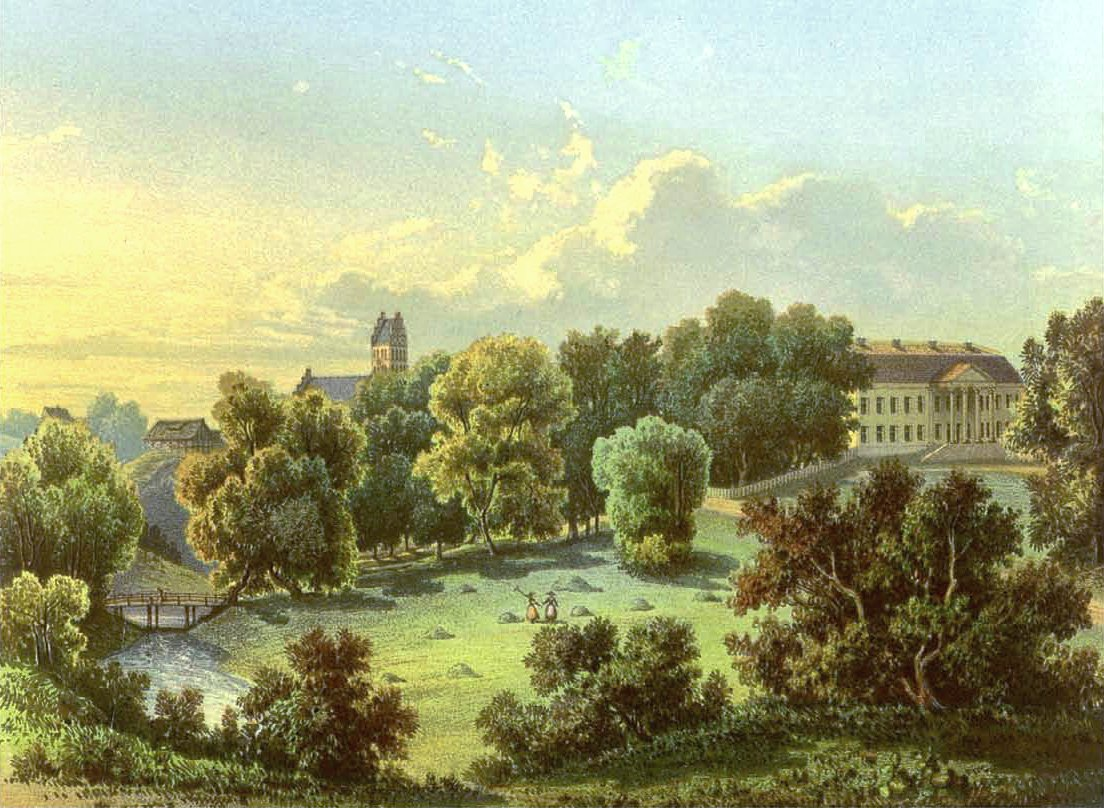
Château de Langheim vers 1860, Collection Alexander Duncker

Klaus von der Groeben est issu de la famille noble von der Groeben, originaire de la Marche de Brandebourg. Il est le fils du junker Georg von der Groeben et de sa femme Eva von Mirbach. Son jeune frère Hans von der Groeben est également avocat administratif et fonctionnaire du ministère.

### Prusse-Orientale
Groeben étudie au Collegium Fridericianum à Königsberg. Après avoir obtenu son diplôme d'études secondaires, il étudie le droit et les sciences politiques à l'Université de Königsberg, à l'Université Louis-et-Maximilien de Munich et à l'Université de Heidelberg. En 1922, il devient membre du Corps Saxo-Borussia Heidelberg. 
Après l'examen d'État juridique et le stage juridique, il travaille entre 1932 et 1933 comme consultant pour le commissaire à l'aide de l'Est à Königsberg. En février 1932, il rejoint le Parti national-socialiste des travailleurs allemands. En 1933-36, il est employé dans le Ministère prussien de l'Intérieur du Reich comme conseiller du gouvernement. En 1936, il devient administrateur (de) de l'arrondissement de Königsberg. De 1939 jusqu'à la fin de la Seconde Guerre mondiale, il est administrateur du nouveau arrondissement du Samland, qu'il quitte en avril 1945. 
Parallèlement, d'octobre 1939 à avril 1940, il est administrateur de l'arrondissement de Praschnitz (de), de février 1942 à août 1942 officier du personnel dans l'administration du Reichskommissariat Ukraine à Rowno et du printemps 1943 à septembre 1944 adjoint administrateur de l'arrondissement de Labiau.

### Schleswig-Holstein
Le 5 janvier 1953, il est élu directeur général de l'assemblée des arrondissements du Schleswig-Holstein. En 1956, il est nommé administrateur de l'arrondissement de Stormarn. Dès 1957, il rejoint le ministère de l'Intérieur du Schleswig-Holstein en tant que directeur ministériel, où il est ensuite promu secrétaire d'État. Groeben invente la loi nationale « révolutionnaire » sur l'administration de l'État (de). En tant que marin passionné, il est membre du conseil d'administration du Lübecker Yacht-Club (de) de 1950 à 1958. 
Mis à la retraite le 31 janvier 1967 pour raison d'âge, Groeben s'occupe, à la suite de Herbert Ziemer et jusqu'au 1er mars 1981, en tant que mandataire local de la Banque de péréquation et du ministre fédéral de l'Intérieur, la gestion fiduciaire des biens du Mecklembourg dans les communes de Ziethen et Bäk et les domaines de Römnitz et Mechow, qui sont rattachés à l'arrondissement du duché de Lauenbourg par l'accord Barber-Ljaschtschenko (de). Edzard Schmidt-Jortzig prononce l'éloge pour le titre de docteur honoris causa. Groeben est membre de la CDU. 
Il décède peu après son 100e anniversaire. Il est cofondateur et coéditeur (1968-1985) de la revue Die Verwaltungs.

## Famille
Le 19 décembre 1953, Groeben épouse Christiane Gerstein (née le 19 juin 1924 à Hagen), une fille du fabricant Maxilimian Gerstein et de sa femme Carola née Kubier. De leur mariage sont nés leur fille Susanne Eva Marei (née le 10 février 1955 à Kiel) et leur fils Daniel Carl Georg Maximilian (né le 18 août 1956 à Bad Oldesloe).

## Honneurs
- Grand-croix du mérite avec étoile (1967)
- Prix de la culture de l'Association de la Prusse-Orientale (de) (1991)
- docteur votre. hc de l'Université Christian-Albrecht de Kiel (1992)
- Membre honoraire de la Commission historique pour la recherche d'État de Prusse-Orientale et Occidentale (1998)

## Travaux
- Das Ende in Ostpreußen. Der Ablauf der Geschehnisse im Samland 1944–1945.
- Im Dienst für Staat und Gemeinschaft: Erinnerungen, 2. Auflage. Lorenz von Stein-Institut für Verwaltungswissenschaften an der Christian-Albrechts-Universität, Kiel 1996
- Verwaltung und Politik 1918–33 am Beispiel Ostpreußens. 2., erweiterte Auflage. Lorenz von Stein-Institut für Verwaltungswissenschaften an der Christian-Albrechts-Universität, Kiel 1988
- Die öffentliche Verwaltung im Spannungsfeld der Politik, dargestellt am Beispiel Ostpreußen. Duncker & Humblot, Berlin 1979
- Landräte in Ostpreußen. Grote, Köln & Berlin 1972
- Disparitäten im ländlichen Raum. Deutscher Landkreistag, Bonn 1970
- Die Erfüllung von allgemeinen und polizeilichen Aufgaben
- Die Provinzen Ost- und Westpreußen 1818–1945
- Persönlichkeiten der Deutschen Verwaltung 1648–1945.
- Das Mecklenburgische Liegenschaftsvermögen in den Gemeinden Ziethen, Mechow, Bäk und Römnitz. 1983
- Das Land Ostpreußen. Selbsterhaltung, Selbstgestaltung, Selbstverwaltung 1750 bis 1945. Quellen zur Verwaltungsgeschichte, Nr. 7, Lorenz von Stein-Institut für Verwaltungswissenschaften an der Christian-Albrechts-Universität, Kiel 1993
- Entstehung und Bedeutung des Schleswig-Holsteinischen Landesverwaltungsgesetzes für das rechtsstaatliche Verwaltungsrecht
- Nikolaus Christoph v. Halem im Widerstand gegen das Dritte Reich. Böhlau, Wien Köln 1990.
- mit Fried v. Batocki: Adolf von Batocki. Ein Lebensbild, Im Einsatz für Ostpreußen und das Reich. Raisdorf 1998.